# Pallium (neuroanatomie)
Het pallium (Latijn: "mantel") is in de ontwikkeling van de hersenen de voorloper van de hersenschors. Het pallium is een deel van het telencephalon, de embryonale voorloper van de grote hersenen. Naast het pallium bestaat het telencephalon nog uit het subpallium, de voorloper van de basale ganglia.
Bij mensen bestaat het pallium uit drie delen: 
- het archipallium, evolutionair gezien het oudste deel, ontstaan vanaf de amfibieën, ontwikkelt zich tot de hippocampus
- het paleopallium, eveneens voor het eerst ontstaan in amfibieën, ontwikkelt zich tot het secundaire reukcentrum (olfactorische functies)
- het neopallium, of neocortex, evolutionair gezien het jongste deel, ontstaan vanaf de reptielen, waar het in primitieve vorm aanwezig is. De neocortex is betrokken bij de hogere functies, als zintuigelijke waarnemingen en bewuste bewegingen.

Reptielen ontwikkelden het eerst een neopallium. Bij zoogdieren ontwikkelde het neopallium zich verder tot de neocortex. Bij amfibieën bestaat het pallium uit het archipallium, het paleopallium en een deel van de basale ganglia. Bij vissen vormt het archipallium het grootste deel van de grote hersenen.